# Joachim Hämmerling
Joachim Hämmerling (Berlín, 9 de marzo de 1901 – 5 de agosto de 1980) fue un biólogo que determinó que el núcleo de una célula controla el desarrollo de los organismos conteniendo la información hereditaria, o ADN. Su experimentación con las algas verdes Acetabularia proveyó un modelo de objeto para la investigación biológica moderna de la célula, y probó la existencia de sustancias morfogenéticas, o mRNP. Fue Miembro Extranjero de la Royal Society.

## Primeros años y profesión
Joachim August Wilhelm Hämmerling nació el 9 de marzo de 1901 en Berlín. Estudió en la Universidad de Berlín y la Universidad de Marburgo. Recibió su doctorado en 1924.
De 1924 a 1931 fue asistente de investigación en el Instituto Kaiser Wilhelm de Biología, y de 1931 a 1940 un conferencista. En 1940 llegó a ser Director del Instituto Ítalo-Alemán de Biología Marina. En 1942 se convirtió en profesor asociado de biología marina en la Universidad de Berlín, antes de llegar a ser el director en el Instituto Kaiser Wilhelm de Biología en Langenargen, en el Lago de Constanza, en 1946. Desde 1949 a 1970 se desempeñó como Director en el Instituto Max Planck de Biología Marina, retirándose definitivamente en 1971.

### Experimentos conAcetabularia
Hämmerling comenzó a cultivar Acetabularia en laboratorios en la década de 1930.
Ahí descubrió que la planta tenía una sola célula y el núcleo estaba siempre localizado en el pie. Luego comenzó a estudiar las funciones del núcleo y el citoplasma mediante la experimentación con la Acetabularia.
En 1938 mientras trabajaba en el Instituto Kaiser Wilhelm de Biología, Hämmerling recibió una subvención a través de una división de la biología dentro del Tercer Reich encabezada por Konrad Meyer para estudiar exclusivamente el efecto del núcleo en el desarrollo.

#### Descubrimiento de 1930
El revolucionario experimento se produjo en 1930 hasta 1943 cuando determinó la función del núcleo. En sus experimentos, removió el núcleo de una especie específica de Acetabularia llamada A. crenulata y lo injertó en la célula de otra especie de Acetabularia llamada A. mediterranea,  en la cual Hämmerling removió propiedades específicas. Poco después, la mediterránea regeneró las propiedades removidas, pero con las características de la especie crenulata.

#### Especie del mismo nombre
Debido a su trabajo con la Acetabularia, cuando una nueva especie fue descubierta en el océano Pacífico en la década de 1973, lleva el nombre de Hämmerling y fue llamada Acetabularia Haemmerlingii.

## Años posteriores
En 1970 fue elegido Miembro Extranjero de la Real Sociedad de Londres para el Avance de la Ciencia Natural, antes de fallecer el 5 de agosto de 1980.